# Райан, Шейн
Шейн Райан (англ. Shane Ryan; род. 27 января 1994, Дрексел-Хилл, Пенсильвания) — ирландский пловец. Призёр чемпионатов мира на короткой воде. Бронзовый призёр Чемпионата Европы (2018).

## Карьера
Отец спортсмена переехал в США из ирландского посёлка Портарлингтон.
Сам Райан вырос в Havertown, Пенсильвания, и в настоящее время учится на факультете спортивного менеджмента Университета штата Пенсильвания.
4 августа 2018 года стал бронзовым призёром чемпионата Европы на дистанции 50 метров на спине.